# Axelay
Axelay é um Shoot 'em up lançado pela Konami para Super Nintendo em 1992 no Japão e em 1993 na Europa e EUA.
Considerado um dos melhores jogos do gênero, Axelay foi um dos primeiros jogos a usar a técnica Mode 7.

## História
E um Sistema Solar fictício chamado Illis, uma raça alienígena conhecida como "Armada da Aniquilação" invade todos os planetas, entre eles o planeta Mother. Após todas as linhas de defesa serem destruídas, a única esperança contra a invasão é a nave D117B Axelay, que tem a missão de percorrer todos os planetas invadidos do Sistema Illis até conseguir eliminar o inimigo por completo.

## Jogabilidade
A perspectiva do jogo alterna a cada fase, entre uma rolagem lateral e uma vertical. Existem três tipos de armas com as quais o atirador pode ser equipado antes de uma fase: uma arma padrão, uma arma especial e uma bomba ou míssil. Os jogadores podem alternar livremente entre esses tipos de armas durante cada fase. No final de cada estágio, uma nova arma pode ser adicionada e o jogador tem a possibilidade de modificar seu arsenal para o nível subsequente. Axelay usa um sistema spawning, onde a nave recomeça imediatamente no local em que foi destruída.

## Recepção
Nintendo Power deu 3,75/5 para o jogo, elogiando os gráficos mas notando que a perspectiva head-on leva algum tempo para se acostumar. Super Play deu ao jogo 85%. Tanto IGN como GameSpot deram ao relançamento de Axelay para o Virtual Console 7,5/10.
Axelay é considerado por algumas publicações como um clássico do gênero. Foi votado como 91º na lista da Electronic Gaming Monthly de Top 100 melhores jogos de todos os tempos. O site ScrewAttack o considerou o sexto melhor jogo de tiro em 2D de todos os tempos. A revista Nintendo Power o considerou 18º melhor jogo para SNES. Super Play listou o jogo em 36 na lista de 1996 de Top100 jogos de SNES de todos os tempos.